# Takanori Arisawa
Pour les articles homonymes, voir Arisawa.
 (20 août 2016).
Takanori Arisawa (有澤 孝紀 Takanori Arisawa), né le 2 avril 1951 et mort le 26 novembre 2005, est un compositeur japonais et arrangeur principalement connu pour la composition dans la série animée Sailor Moon ainsi que la série Digimon (saisons 1 à 4). Il a écrit pour des séries, y compris leurs jeux vidéo. Né à Tokyo, il a commencé à apprendre le piano à l'âge de 20 ans. Après avoir obtenu son diplôme au Senzoku Gakuen College, il a commencé sa carrière en 1980 en composant "Shinjuku Transfer". Il a travaillé pour Tokyo Broadcasting System et a écrit plusieurs dramas  télévisés. Des années 1990 jusqu'à sa mort, Arisawa commençait en composant  exclusivement pour les séries animées. Son travail sur Sailor Moon était initialement basé sur de la musique pop, mais il a progressivement commencé à se tourner vers la musique classique. Sailor Moon a été un succès et Arisawa a remporté plusieurs prix pour son travail. Après Sailor Moon, Arisawa a composé la musique de plusieurs spectacles, dont la série Digimon, jusqu'à sa mort en 2005 des suites d'un cancer de la vessie.

## Biographie
Arisawa a été principalement autodidacte, ayant été intéressé par la musique depuis l'enfance. Il a commencé à apprendre le piano lorsqu'il avait 20 ans, et est entré au Senzoku Gakuen College à l'âge de 22 ans, obtenant à la fin son diplôme en Composition et Musique d'Orchestre. Il a étudié l'arrangement dans le jazz et la pop avec l'arrangeur Norio Maeda
En 1980, la chanson d'Arisawa « Shinjuku Transfert » a été enregistrée par le groupe de chœur SOAP pour Epic/Sony Records. Il a sorti un album l'année suivante, "Hamot Pier", et a reçu le New Composer Incentive Award au Tokyo Music Festival en 1981. Le groupe s'est dissous en 1982, mais "Hamot Pier" a été re-publié en 1993.
Durant les années 1980, Arisawa a travaillé en tant que compositeur et arrangeur pour Tokyo Broadcasting System et a écrit de la musique pour des publicités à la télévision, dont celles pour Coca-Cola. Il a également composé pour divers dramas télévisés, et a sorti un single, "Takeoff of Love"", pour la célébration du 30e anniversaire de la compagnie Japan Airlines. Plus tard, il a été engagé comme directeur musical pour la série Let's Learn English! de NHK.
En tant que directeur musical pour Sailor Moon, le premier prix d'Arisawa a été le Grand Prix du Disque d'Or 1993 décerné par Columbia Records. Il a continué à composer pour des séries animées entières, ainsi que pour plusieurs jeux vidéo et quelques scène de comédies musicales. En 1998, 2000 et 2001, il a remporté le Prix International JASRAC pour la plupart des redevances internationales, en grande partie en raison de la popularité de la musique de Sailor Moon dans d'autres pays
Arisawa a exprimé son admiration pour la musique de style Hollywoodien, le ton de Sailor Moon provient à l'origine de son inspiration de la bande son de la série télévisée Charlie's Angels. Il a fréquemment fait usage de la symbolique lors de l'écriture de thèmes pour des personnages spécifiques ou des groupes, empruntant des éléments thématiques de divers genres et d'autres pays. 

## Œuvres
Animes, jeux et d'émissions de télévision pour laquelle Arisawa a composé la musique :
- Demandez Au Dr Rin!
- Bikkuriman et Super Bikkuriman
- Digimon (Adventure, Adventure 02, Tamers, Frontier)
- Ne-Ne Domel pour Ron
- Galaxy Fraulein Yuna
- Goldfish Avertissement!
- Kamen no Ninja Akakage (thème de fin uniquement)
- Le roi du Brunch (thème d'ouverture)
- Moeru!! Robokon
- Sailor Moon
- Sesame Street (version japonaise)
- Tales of Eternia
- Yume no Crayon Oukoku
- La guerre des Mondes (utilisation de la bande son de Sailor Moon)